# Polipnea
La polipnea consiste en un aumento de la frecuencia y aumento de la profundidad respiratorias. Se puede asimilar que la polipnea es una combinación de taquipnea (respiración rápida por encima de los 20 ciclos por minuto) y batipnea (respiración profunda). Así por ejemplo el jadeo es una taquipnea mientras que la respiración bajo esfuerzo es una polipnea. Un caso extremo de polipnea es la respiración de Kussmaul que aparece en los pacientes en cetoacidosis.

## Valores

### Niños menores a 5 años
- Frecuencia respiratoria: 25 a 60 ventilaciones por minuto.
- Volumen de intercambio (circulante): 6 a 8 ml por cada kg de masa corporal.

### Niños de entre 5 y 14 años
- Frecuencia respiratoria: 20 a 30 ventilaciones por minuto.
- Volumen de intercambio: 6 a 8 ml por cada kg de masa corporal.

### Adultos (mayores de 14 años)
- Frecuencia respiratoria: 14 a 25 }ventilaciones por minuto (una cada cuatro latidos más o menos).
- Volumen de intercambio: Aproximadamente 500 ml.